# Stiria hutsoni
Stiria hutsoni är en fjärilsart som beskrevs av Smith 1907. Stiria hutsoni ingår i släktet Stiria och familjen nattflyn. Inga underarter finns listade i Catalogue of Life.